# فيلي ياغر
فيلي ياغر (بالألمانية: Willi Jäger)‏ هو رياضياتي ألماني، ولد في 1940.